# Kasjin
Kasjin (Russisch: Кашин) is een stad in de Russische oblast Tver. De stad ligt in het zuidoosten van de oblast, op 150 kilometer afstand ten noordoosten van Tver en op 180 kilometer pal ten noorden van Moskou. De stad ligt aan de oevers van de Kasjinka, een zijrivier van de Wolga. Kasjin is tevens het centrum van het gelijknamige bestuurlijke district. Het aantal inwoners is 15.029 en is sinds het uiteenvallen van de Sovjet-Unie met bijna een kwart gedaald.
De eerste schriftelijke vermelding dateert uit 1237, toen het door de Mongolen werd geplunderd. Het werd door Michaël van Tver aan zijn zoon Vasily als leengoed gegeven. Vanaf 1247 ging Kasjin deel uitmaken van het Vorstendom Tver. In de 14e eeuw was Kasjin vaak het toneel van schermutselingen tussen Moskou en Tver, waarbij Kasjin probeerde zelf onafhankelijk te worden. Dit lukte zowel in 1375 als in 1399, maar in beide gevallen stelde Tver uiteindelijk weer orde op zaken. Ondanks de afhankelijkheid van Tver sloeg Kasjin haar eigen munten en schreef het haar eigen kronieken. Kasjin werd een belangrijke handelsstad. Ook werd de productie van verf een belangrijke economische activiteit. Het belang van Kasjin blijkt verder uit het feit dat de bisschop van Tver tot op de dag van vandaag de titel 'Aartsbisschop van Tver en Kasjin' draagt. In 1485 werd Kasjin, net als de rest van het vorstendom Tver, ingelijfd bij Moskou, waarmee het als handelsstad fors aan belang inboette.
De 17e eeuw was er een van veelvuldige tegenspoed. In het begin van die eeuw, tijdens de Tijd der Troebelen, werd de stad door de Polen verwoest, in 1654 brak de pest uit, en in 1676 brandde de stad bijna tot de grond af. Toch herpakte Kasjin zich daarna weer. Niet alleen de verfindustrie bloeide weer op, ook trok de stad iconenschilders, pottenbakkers en smeden. Ook werden er jaarmarkten gehouden. De stichting van Sint-Petersburg in 1703, en daaruit voortvloeiend, de ingebruikname van de vaarweg bij Vysjni Volotsjok droegen ook bij aan de ontwikkeling van Kasjin. De kooplieden breidden hun invloed uit tot aan de nieuwe hoofdstad. Ze haalden contracten binnen voor het leveren van wapens en proviand aan het leger. De groeiende welvaart van kooplieden en ambachtslui kwam ook tot uiting in het uiterlijk van de stad. Tegen het einde van de 18e eeuw waren er veel huizen en kerken van steen. In 1775 kreeg Kasjin de status van stad. In 1812, tijdens de oorlog tegen Napoleon voorzagen de kooplieden de landstorm van bewapening en voedsel. In de 19e eeuw kwam ook de vlasbouw op, die een andere pijler van de lokale economie werd. In de tweede helft van de 19e eeuw werd de stad verrijkt met een kathedraal, een openbare bibliotheek, een ziekenhuis en een streekmuseum. In 1890 werd een spoorlijn dwars door de stad aangelegd. In die tijd werd er ook een kuuroord gesticht. Aan het begin van de 20e eeuw kende Kasjin 33 kerken en 12 kloosters. Tijdens het Sovjet-bewind zijn de meeste hiervan gesloopt.

## Demografie
| 1856  | 1897  | 1913  | 1926  | 1937   | 1939   | 1959   | 1970   | 1979   | 1989   | 2002   | 2010   | 2015   |
| ----- | ----- | ----- | ----- | ------ | ------ | ------ | ------ | ------ | ------ | ------ | ------ | ------ |
| 5.161 | 7.544 | 8.100 | 7.753 | 10.740 | 12.431 | 16.162 | 17.678 | 19.800 | 21.186 | 17.299 | 15.115 | 15.029 |

## Galerij

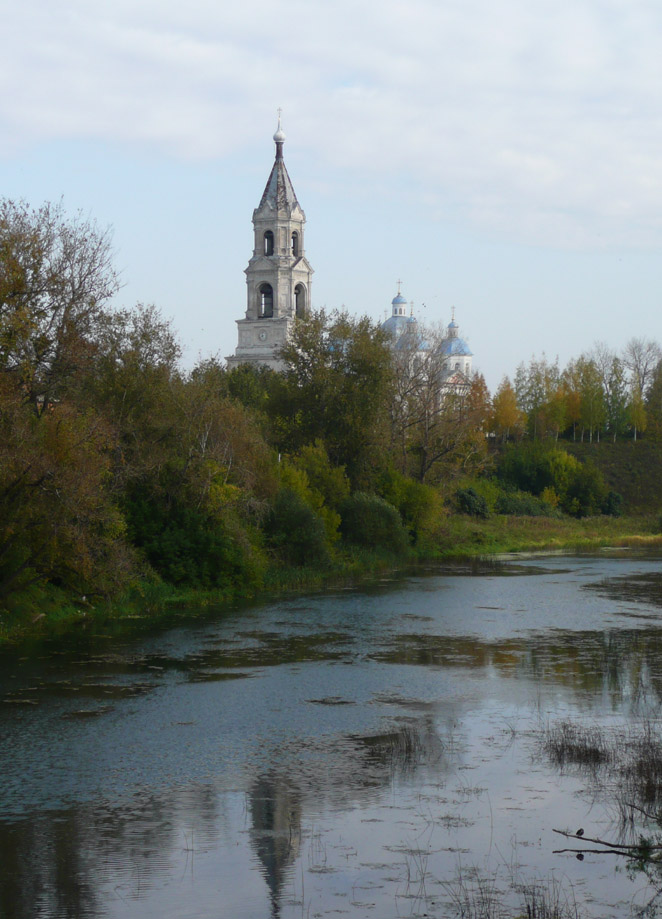
De rivier Kasjinka
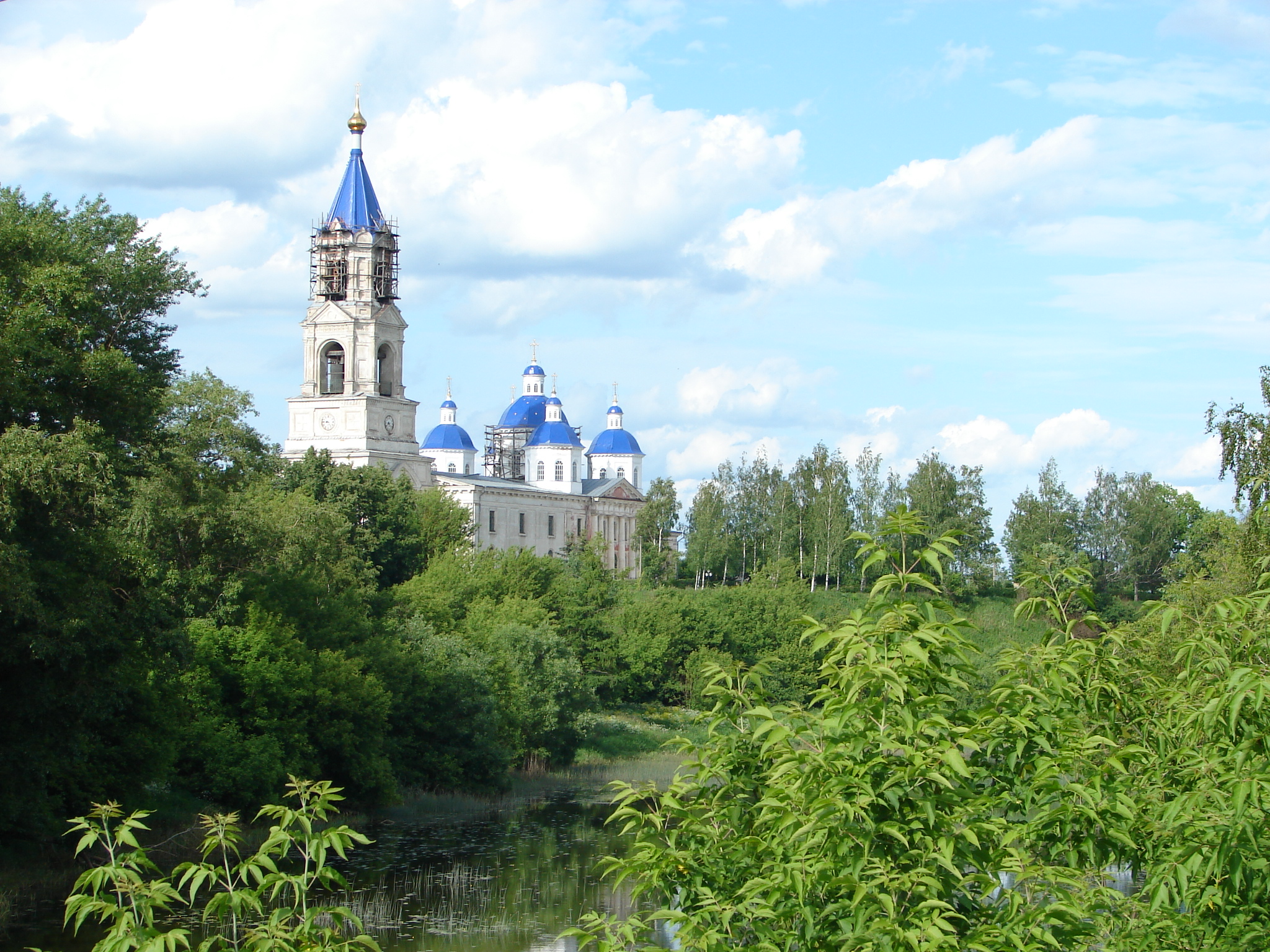
Kathedraal van de Wederopstanding
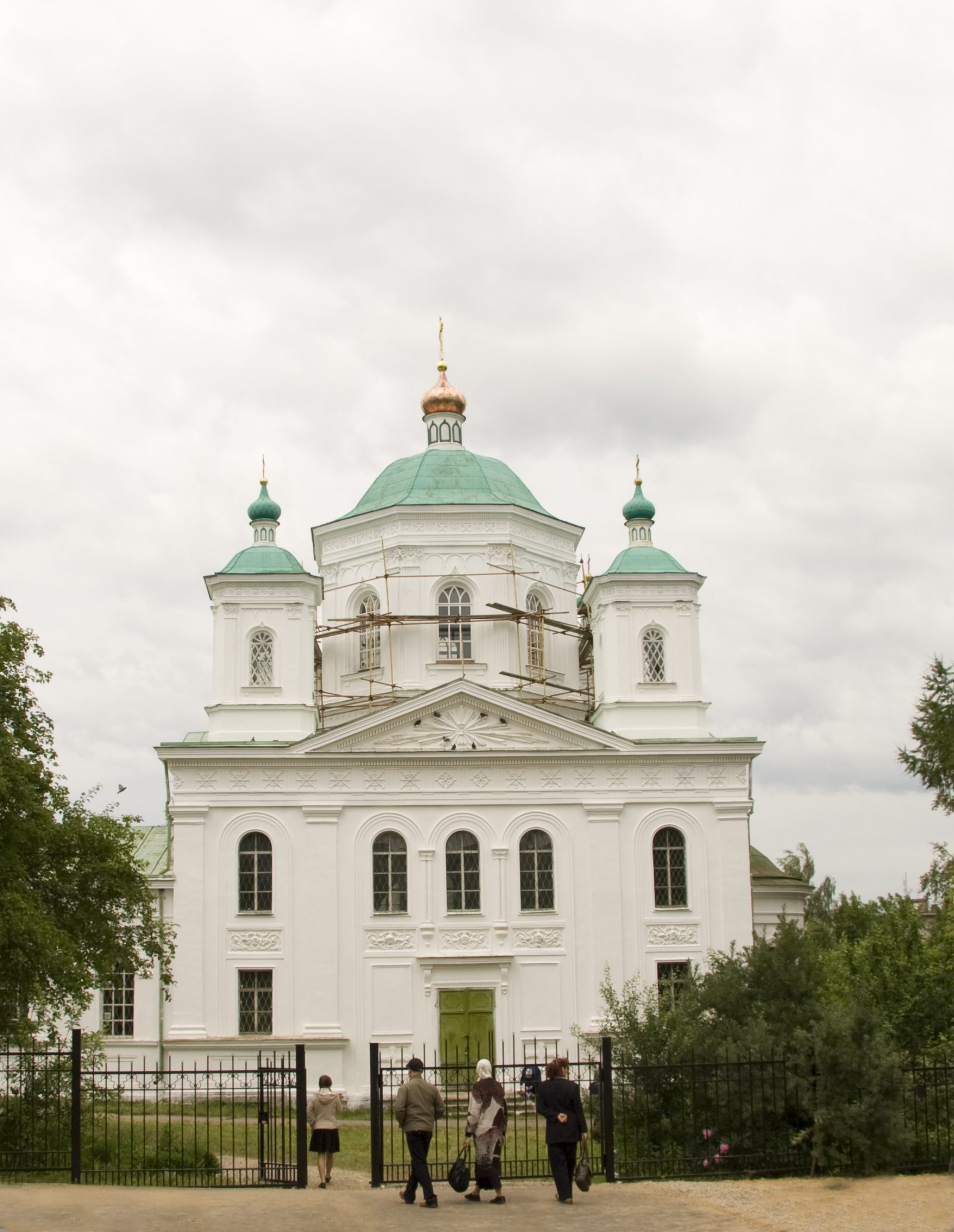
Kathedraal van de Hemelvaart
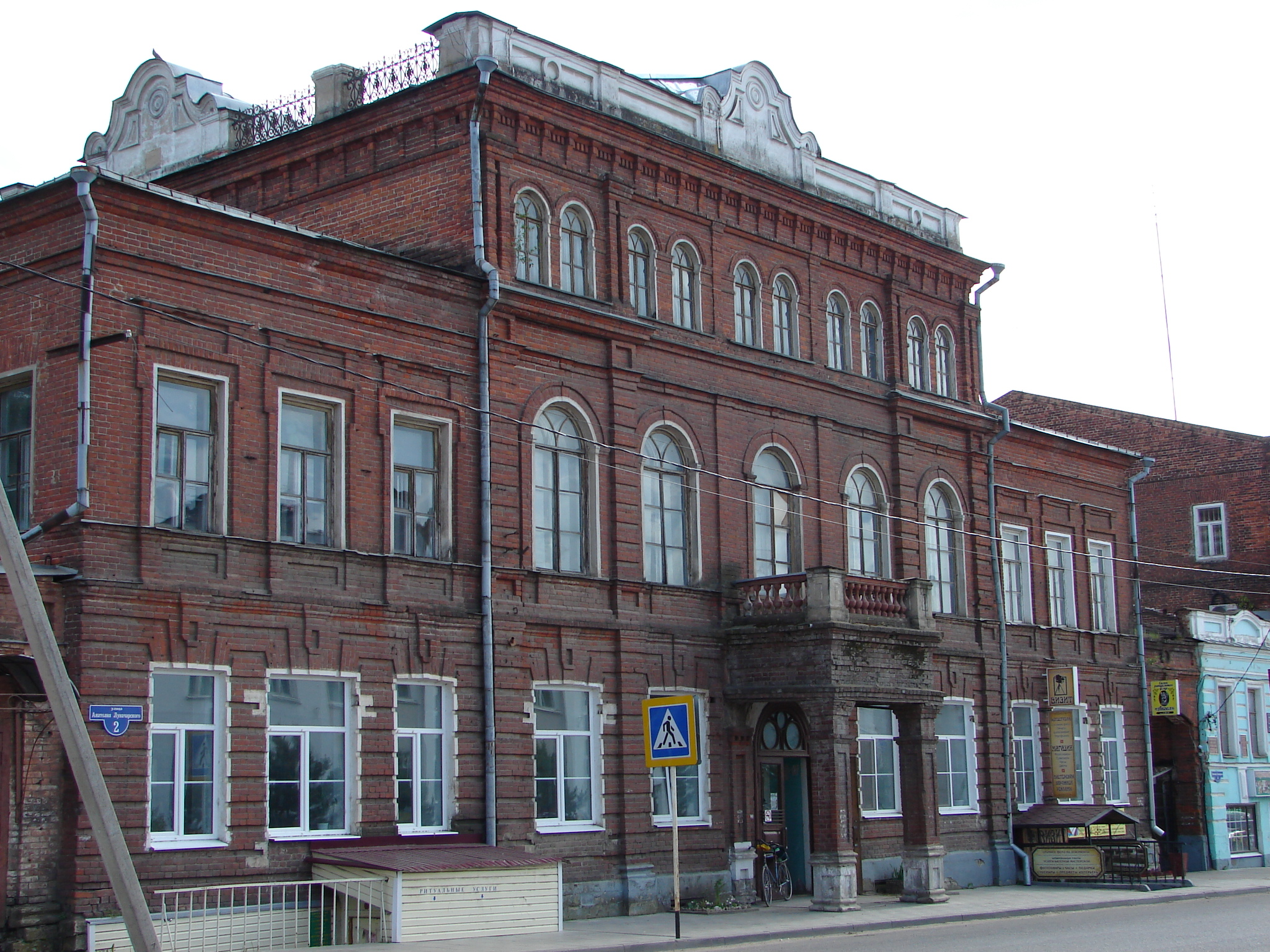
Gebouw in Kasjin
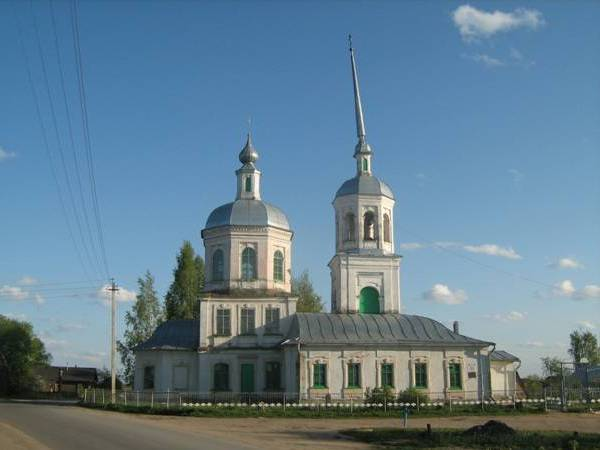
Klooster in Kasjin
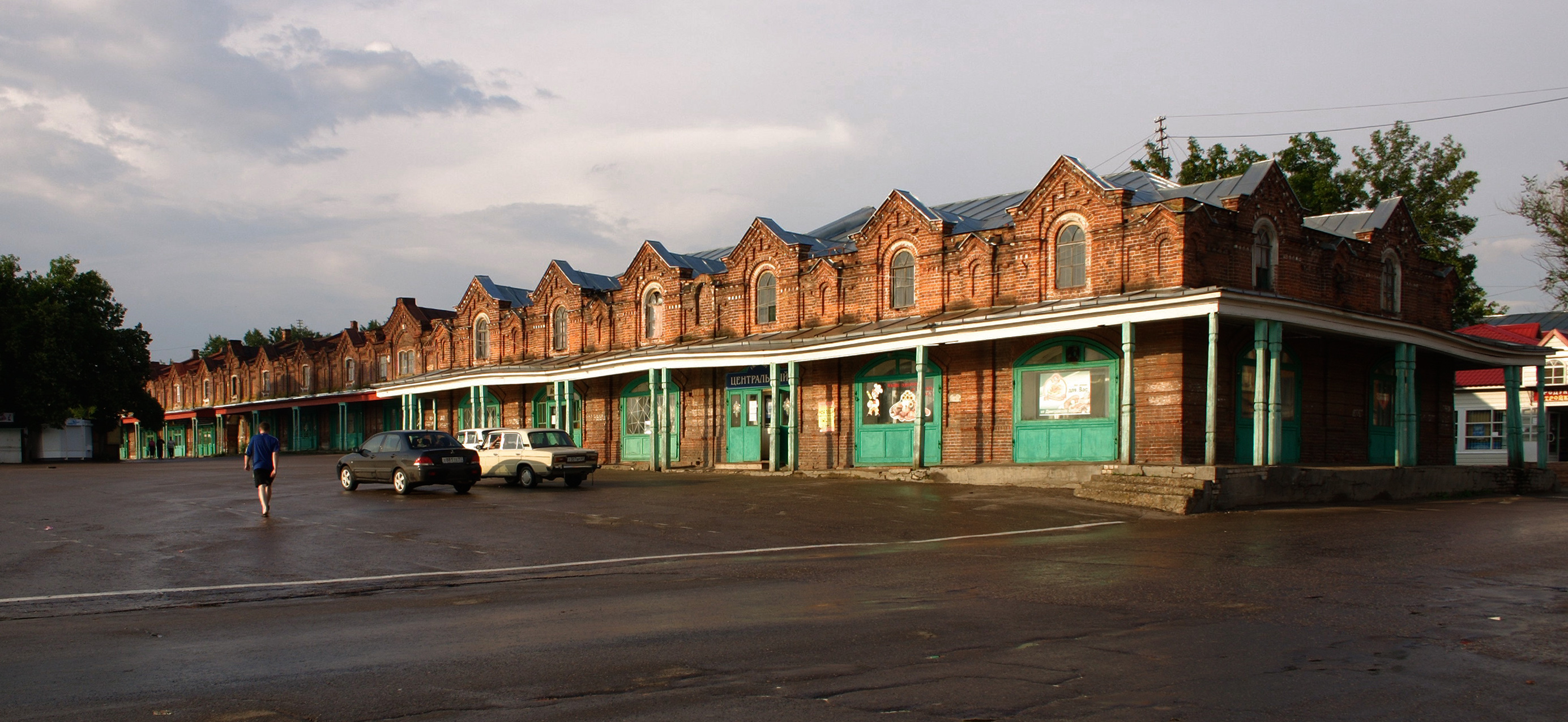
Markthal in Kasjin
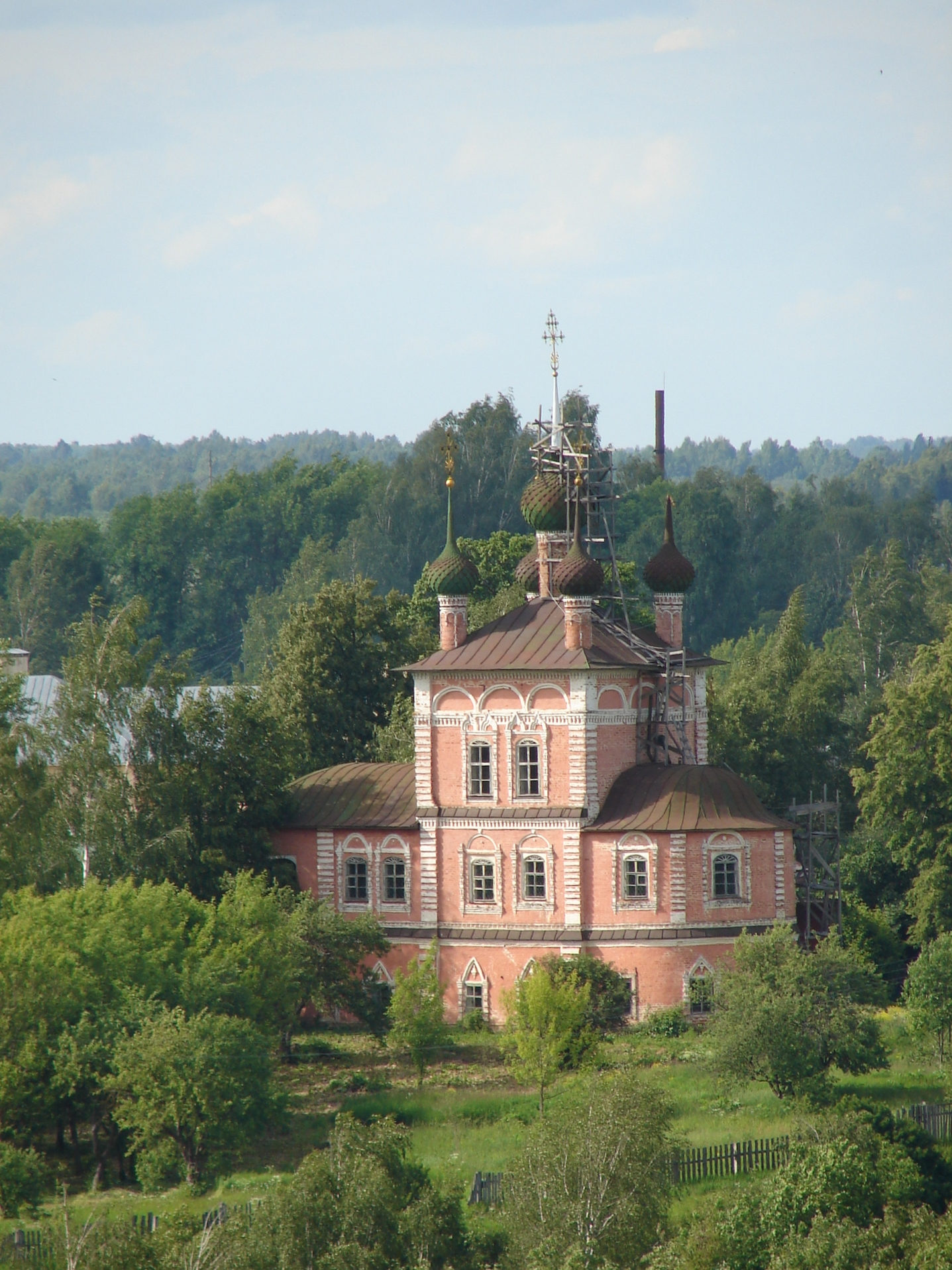
Kerk van Elia
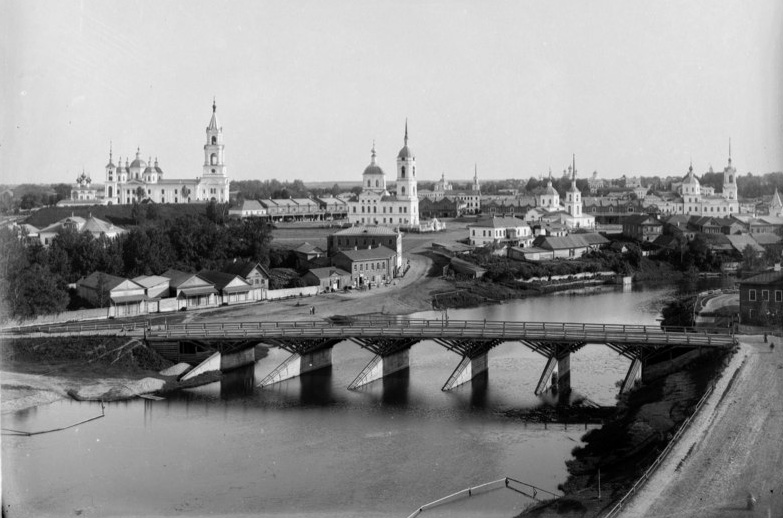
Kasjin in het jaar 1894
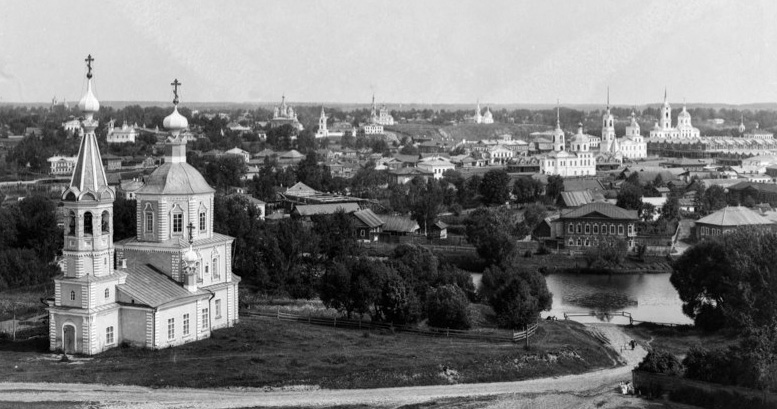
Kasjin in het jaar 1909
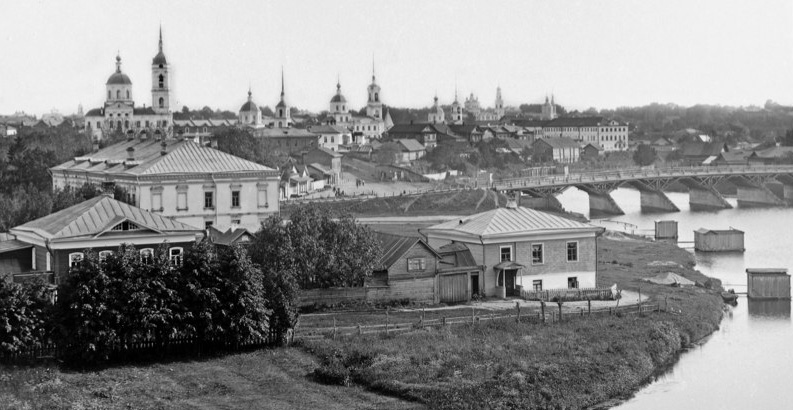
Kasjin in het jaar 1909

Bestuurlijk centrum: Tver 

Andreapol · Bezjetsk · Bely · Bologoje · Kasjin · Kaljazin · Kimry · Konakovo · Krasny Cholm · Koevsjinovo · Lichoslavl · Nelidovo · Oedomlja · Ostasjkov · Rzjev · Staritsa · Torzjok · Toropets · Vesjegonsk · Vysjni Volotsjok · Zapadnaja Dvina · Zoebtsov